# 리멤버 S.E.S.
《리멤버 S.E.S.》는 2016년 12월 25일 새벽 12시 45분에서 1시 45분까지 MBC에서 방송된 대한민국의 3인조 걸 그룹 가수 《S.E.S.》의 리얼리티 프로그램이다. 《S.E.S.》의 데뷔 20주년 기념으로 그들의 일상생활 모습을 고스란히 담아 방송되었다. 새벽 방송, 1회성 리얼리티 프로그램, 크리스마스 이브에서 크리스마스로 넘어가는 황금기 공휴일임에도 불구하고 AGB 조사 기준 2.7%, TNmS 조사 기준 3.1%의 높은 시청률을 기록하였다.